# Iso-Arpainen
Iso-Arpainen är en sjö i kommunen Etseri i landskapet Södra Österbotten i Finland. Sjön ligger 191,2 meter över havet. Den är 2,1 meter djup. Arean är 59 hektar och strandlinjen är 4,27 kilometer lång. Sjön  ingår i Kumo älvs huvudavrinningsområde.   Den ligger omkring 77 kilometer öster om Seinäjoki och omkring 280 kilometer norr om Helsingfors. 